# История Сан-Томе и Принсипи
История Сан-Томе и Принсипи — события на территории современного государства Сан-Томе и Принсипи с момента начала расселения там людей и до сегодняшнего дня.

## Колониальный период

Расположение островов Сан-Томе и Принсипи в Гвинейском заливе

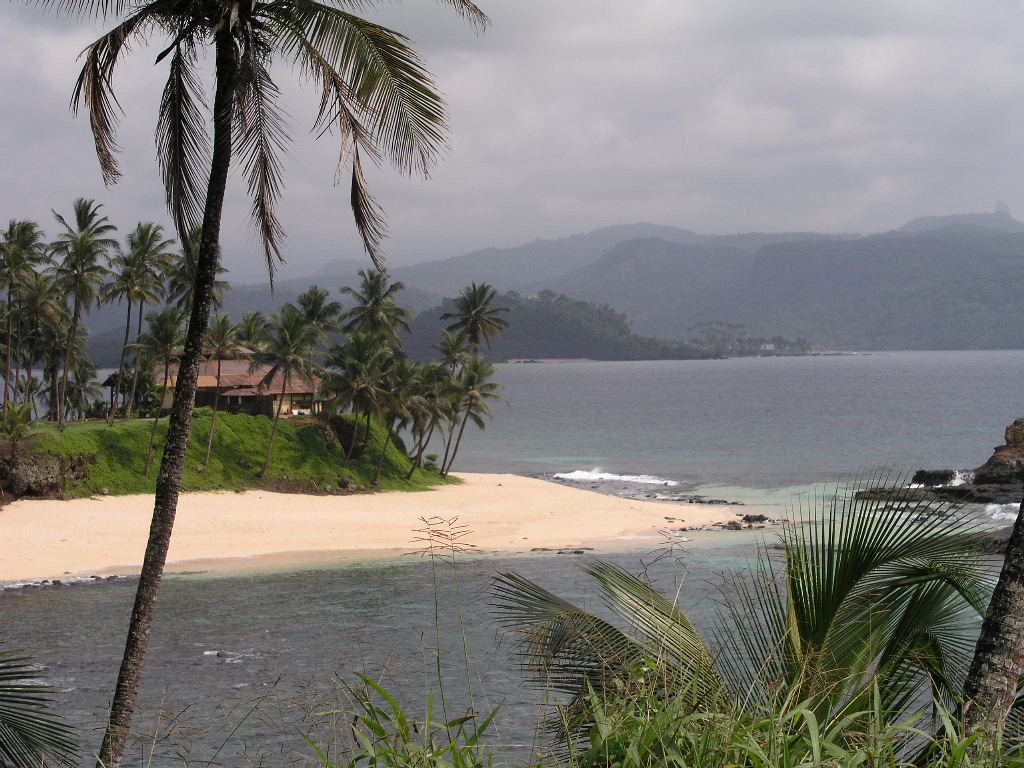

### Первоначальное заселение
В 1470 году богатый португальский купец Фернан Гомиш (Fernão Gomes) купил у португальского короля Афонсу V Африканца право за свой счёт ежегодно производить разведывательные плавания вдоль побережья Африки, провозглашая новооткрытые земли владениями Португалии. Находившиеся на службе у Гомеша капитаны Жуан ди Сантарен (João de Santarém) и Перу Эшкобар (Pêro Escobar) 21 декабря 1471 года, в день святого апостола Фомы, открыли в Гвинейском заливе близ экватора необитаемый остров, названный ими островом Святого Фомы (порт. São Tomé (в отечественной литературе прежде использовалось наименование «остров Святого Фомы», с 1920 годов используется наименование «остров Сан-Томе»).
Спустя несколько недель, 17 января 1472 года, в день святого Антония, им был открыт соседний необитаемый остров, первоначально получивший название в честь святого — остров Святого Антония (порт. Santo Antão) (в 1502 году остров был переименован в остров Принца (порт. Ilha do Principe), в честь португальского наследника престола, в пользу которого взимались пошлины с сахара, произведенного на острове. В отечественной литературе прежде использовалось наименование — Принцев остров, с 1920-х годов используется название — остров Принсипи).
Успешное заселение острова Сан-Томе началось в 1493 году, когда Алвару ди Каминья (Álvaro de Caminha), получил остров как лен от короля Жуана II. Под власть ди Каминьи были отданы выселенные инквизицией на остров из Португалии крещёные евреи, каторжники и другие переселенцы-изгнанники. При этом ди Каминья получил специальную привилегию на покупку для заселения острова рабов на Африканском континенте и право свободной торговли на побережье государства Маниконго и на острове Фернандо-По (до 1778 года принадлежал Португалии). Первым населенным пунктом стало поселение в заливе Ана ди Шавис (порт. Ana de Chaves) в устье одноимённой реки. При ди Каминье были заложены первые плантации сахарного тростника, начавшие приносить на плодородной вулканической почве хороший урожай.
Остров Принсипи был заселен аналогичным образом в 1500 году.
Выращивание сахарного тростника было трудоёмким процессом и португальцы начали ввозить на острова большое количество рабов с Африканского континента. К середине XVI века поселенцы превратили Сан-Томе и Принсипи в ведущего экспортёра сахара в Африке.

### В составе португальской колониальной империи
В декабре 1522 года остров Сан-Томе и в 1573 году остров Принсипи были объявлены коронными португальскими колониями, как владения в составе домена королей Португалии.
В 1530 восстали рабы под руководством вождя Юн Гату, который был слепым. Юн Гату считается первым национальным героем страны, его именем названа одна из площадей столицы.
31 января 1533 года папа Климент VII выделил из архиепископства Фуншал епископство Сан-Томе и Принсипи, юрисдикция которого до 1534 года распространялась на католиков Анголы и Мозамбика, и до 1842 года — на католиков всего побережья Гвинейского залива.
Производство сахара в европейских колониях в Новом Свете было более дешёвым и выгодным, чем на Сан-Томе и Принсипи, что со временем привело экономику колонии к упадку. Кроме того, большим количеством рабов было трудно управлять, а Португалия не хотела тратить много ресурсов на развитие колонии. В 1595 году произошло самое крупное восстание в истории страны под предводительством Амадора Виейры. Вождь восстания ранее служил у португальского офицера и приобрёл военный опыт. Сторонники Виейры, в отличие от повстанцев Гату, не ограничились требованием личной свободы, а попытались основать своё государство на Сан-Томе. В 1595 году их вождь был провозглашён королём. Войско «короля» нападало на плантации, убивало наиболее ненавистных колонистов. Вскоре, однако, «Король Амадор» был выдан португальцам и казнён 4 января 1596 года. Это дата отмечается в Сан-томе и Принсипи как памятная. В честь вождя восстания выпущена марка.
Производство сахара значительно уменьшилось и в середине XVII века структура экономики островов изменилась — они стали, прежде всего, важным пунктом для транзита судов, занятых работорговлей между Новым Светом и Африкой.

#### Под властью Нидерландов
C 18 октября по ноябрь 1599 года Сан-Томе был оккупирован голландцами. Более прочно власть Нидерландов на Сан-Томе установилась при его завоевании 16 октября 1641 года нидерландской Объединённой Ост-Индской компанией — она продолжалась более 7 лет, до 6 января 1649 года.

#### Новое время и смена аграрной монокультуры
В 1753 году была создана единая колония Сан-Томе и Принсипи путём присоединения колонии Принсипи к колонии Сан-Томе.
В начале XIX века началось возделывание двух новых товарных культур — кофе и какао. Богатые вулканические почвы оказались весьма подходящими для них и скоро обширные плантации деревьев какао (порт. roças), принадлежащие португальским компаниям и владельцам, заняли почти все сельхозугодья Сан-Томе, который к 1908 году стал самым крупным в мире производителем какао.
Существовавшая на плантациях какао (roças) система труда давала их управляющим много власти, что вело к злоупотреблениям по отношению к африканским сельскохозяйственным чернорабочим. И хотя Португалия в 1876 году официально отменила рабство, практика использования принудительного наёмного труда продолжалась. В начале XX века международную огласку получили обвинения португальских плантаторов в жестоком обращении с работавшими у них по контракту ангольскими батраками, которые принуждались насильно к работе и имели плохие условия существования. Между 1884 и 1909 годами на острова было ввезено 70 000 рабов для работы на плантациях.
Принятый режимом Салазара в 1935 году Колониальный акт наделил Сан-Томе и Принсипи, как и большинство других владений Португалии статусом португальской колонии — Португальская колония Сан-Томе и Принсипи (порт. Colónia portuguesa de São Tomé e Príncipe).
11 июня 1951 года португальская колония Сан-Томе и Принсипи получила статус заморской провинции (порт. provincia ultramarinа) с официальным названием — Португальская провинция Сан-Томе и Принсипи (порт. Provincia portuguesa de São Tomé e Príncipe).
Спорадические волнения среди плантационных рабочих, продолжавшиеся с начала XX века, достигли высшей точки во время бунта 1953 года, в котором в столкновениях с португальскими властями погибли несколько сотен африканских батраков (это событие, известное, как «резня в Батепе», считается главным событием колониального периода истории и его годовщина официально отмечается в Сан-Томе и Принсипи на государственном уровне). Португальскими властями была начата программа замены ангольских рабочих на плантациях какао лояльными мулатами из Кабо-Верде, несколько тысяч которых составили первые новые сельскохозяйственные поселения (порт. colonato). При этом кабовердцы имели больше прав и более хорошие условия труда, включая доступ к образованию. Как и в других португальских колониях мулаты из Кабо-Верде составляли низовой и средний персонал администрации, полиции, учебных заведений и служили на младших командных должностях в колониальных частях португальской армии.

### Освободительное движение
В 1960 году, когда национально-освободительное антиколониальное движение в Африке приняло широкомасштабный характер, группой сантомейцев в г. Либревиле (Габон) был создан Комитет освобождения Сан-Томе и Принсипи (CLSTP). Лидером его стал Мануэл Пинту да Кошта.
В 1972 году Kомитет был преобразован в Движение за освобождение Сан-Томе и Принсипи (МЛСТП) (порт. Movimento de Libertação de São Tomé e Príncipe, MLSTP/PSD).
В отличие от португальской Гвинеи, Анголы и Мозамбика, на Сан-Томе и Принсипи, как и на Кабо-Верде, не было вооруженной освободительной войны, что объясняется наличием среди населения Сан-Томе и Принсипи большой доли потомков смешанных браков на протяжении XV-XIX веков между португальцами и представительницами различных народов банту — мулатов-сантомейцев, значительная часть которых являлась гражданами Португалии и не ощущала своей этнической общности с коренными народами банту Африканского континента. Немаловажную роль играло также то обстоятельство, что на территории Сан-Томе и Принсипи находились базы португальских колониальных войск, ведущих боевые действия в Анголе.
В 1972 году Сан-Томе и Принсипи была предоставлена местная автономия: создано законодательное собрание и правительство во главе с португальским губернатором.
После победы в апреле 1974 года португальской «революции гвоздик» начались переговоры представителей МЛСТП с новыми властями Португалии, которые увенчались в ноябре 1974 года в Алжире подписанием соглашения о предоставлении Сан-Томе и Принсипи независимости 12 июля 1975 года и создании переходного правительства автономной Республики Сан-Томе и Принсипи, которое было создано на паритетной основе португальскими властями и МЛСТП 21 декабря 1974 года во главе с португальским высоким комиссаром Антониу Пирешем Велозу.
На выборах у Учредительное Собрание, состоявшихся в июне 1975 года, МЛСТП получила все 16 мест.

## Период независимости

### Однопартийное государство
12 июля 1975 года была провозглашена независимость Демократической Республики Сан-Томе и Принсипи, первым президентом которой стал генеральный секретарь МЛСТП Мануэл Пинту да Кошта, премьер-министром — Мигел Тровоада. МЛСТП стало правящей и единственной партией страны (и оставалось ею до 1990 года).
Отношения между президентом Мануэлом Пинту да Коштой и премьер-министром Мигелом Тровоадой неуклонно ухудшались и достигли своей негативной кульминации в марте 1979 года, когда да Кошта снял Тровоаду с поста премьер-министра и назначил министром промышленности, строительства и рыболовства, а в конце года обвинил в антиправительственном заговоре и посадил в тюрьму. После 21 месяца тюремного заключения Тровоада направился в эмиграцию во Францию.

#### Многопартийное демократическое государство
В конце XX века Сан-Томе и Принсипи стали одной из первых африканских стран, вставших на путь демократических реформ В конце 1989 года после дискуссии на партийной конференции МЛСТП был осуществлен переход к многопартийной системе. В августе 1990 года на всенародном референдуме была одобрена предложенная ЦК МЛСТП новая конституция страны, разрешившая деятельность оппозиционных политических партий и установившая многопартийную демократическую систему.
По решению съезда МЛСТП, состоявшегося в октябре 1990 года, Карлуш да Граса сменил Мануэла Пинту да Кошту на посту генерального секретаря ЦК МЛСТП, партия стала называться Движение за освобождение Сан-Томе и Принсипи / Социал-демократическая партия (МЛСТП-СДП) (порт. Movimento de Libertação de São Tomé e Príncipe / Partido Social Democrata, (MLSTP/PSD)).
Первые многопартийные выборы прошли в 1991 году без насилия, свободно и прозрачно. Бывший премьер-министр Мигел Тровоада вернулся в страну после демократических изменений в конституции, принял участие в выборах как независимый кандидат и был избран президентом страны.
На муниципальных выборах в конце 1992 года МЛСТП получило большинство мест в пяти из семи региональных советов. На выборах в Национальную Народную Ассамблею в октябре 1994 года МЛСТП получило большинство мест. Это же повторилось и на парламентских выборах в ноябре 1998 года.
В 1996 году президентом страны на второй срок был переизбран Мигел Тровоада, как кандидат от созданной им политической партии Независимое демократическое действие (ADI).
На президентских выборах в июле 2001 года одержал победу в первом туре поддержанный Независимой Демократической партией Фрадике де Менезеш, вступивший в должность 3 сентября 2001 года.
Очередные парламентские выборы состоялись в марте 2002 года.
В июле 2003 года, когда де Менезеш находился с визитом в Нигерии, армия на неделю захватила власть, обвиняя его и правительство в коррупции и несправедливом распределении доходов от экспорта нефти. Но по достигнутому соглашению де Менезеш возвратился на свой пост.